# 等效全向辐射功率
等效全向辐射功率（英語：equivalent isotropic radiated power，EIRP），或叫有效全向辐射功率（英語：effective isotropic radiated power，EIRP），是无线电通信领域的一个常见概念，它指的是天線在某个指定方向上的辐射功率，理想状态下等于發射器的发射功率乘以天线的增益。
{\displaystyle EIRP=P_{T}\times G_{a}}
其中{\displaystyle P_{T}}表示發射器的发射功率，{\displaystyle G_{a}}表示天线的增益。
当以对数方式计算，並考慮馈线损失时则可表示为：
{\displaystyle EIRP=P_{T}-\ L_{c}+G_{a}}
单位为dBW，{\displaystyle L_{c}}表示馈线上的损失。